# Frans Kokshoorn (beeldhouwer)
Frans Kokshoorn (Voorburg, 26 mei 1947 – Delft, 2 april 2021) was een Nederlands beeldhouwer.

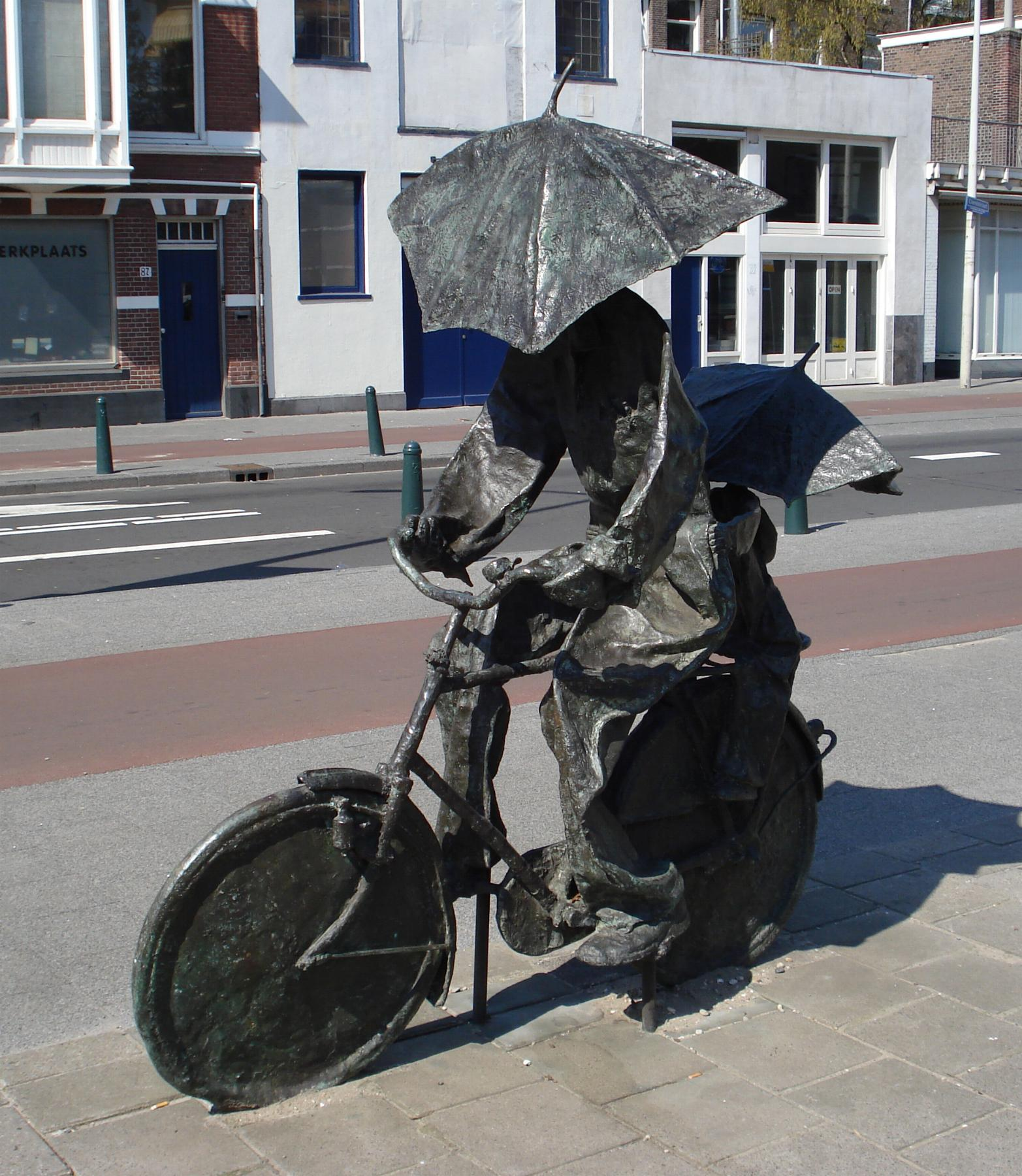
Ode aan de fiets (1989)

## Leven en werk
Kokshoorn groeide op in Voorburg en volgde aanvankelijk een bouwkundige opleiding. Van 1969 tot 1971 bezocht hij de Vrije Academie Werkplaats voor Beeldende Kunsten en van 1971 tot 1976 studeerde hij aan de Koninklijke Academie van Beeldende Kunsten, beide in Den Haag. Vanaf 1977 was hij in Voorburg gevestigd als vrij kunstenaar. Hij was lid van de kunstenaarsgroepering "Groep Delta".
Kokshoorn, die in Voorburg woonde en werkte, kreeg in 2004 de driejaarlijkse Aart van den IJssel-kunstprijs van de Gemeente Leidschendam-Voorburg. Zijn werk is geabstraheerd figuratief.
Kokshoorn overleed op 73-jarige leeftijd.

## Werken (selectie)
- Ode aan de fiets (1989), Vondelstraat in Den Haag
- Driewieler (1989), Westeinde in Voorburg
- Singing in the rain (1995), Prins Bernhardlaan in Voorburg en in 2002[3] in de Amerikaanse partnerstad Temecula (Californië)
- Zittende figuur (2000), Huygenshof in Voorburg
- De mantel (2001), verzorgingstehuis in Voorburg
- Beeldengroep Mechropa (2002), Scheveningseweg in Den Haag
- Gevelreliëf (2003), huisartsenpraktijk in Den Haag
- Beeldengroep De Waag[4], Herenstraat in Voorburg
- Beeldengroep, Griffeweg in Groningen
- Turfkruiwagen (2009), Burgemeester Borgesiuslaan in Oude Pekela
- Zorgmantel (2009), Burg. van Julsingha tehuis in Delfzijl
- De dorpswacht (2010), Franse kerkstraat in Voorburg
- Zittende figuur (2010), Koopmansplein in Ten Boer
- Beeldengroep (2010), Molenhof in Zaamslag

## Fotogalerij

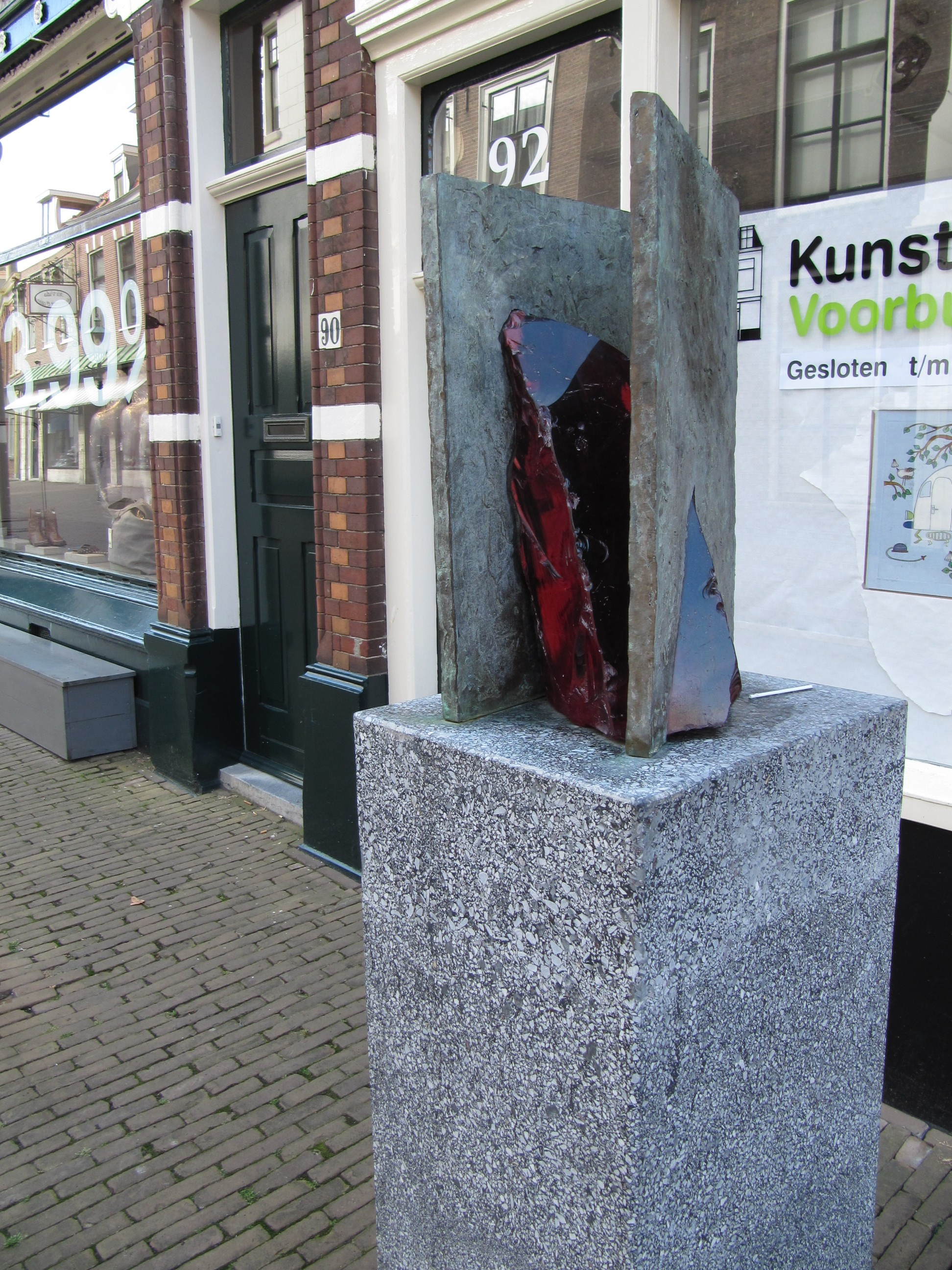
sculptuur (glas/graniet), Voorburg met Ming Hou Chen
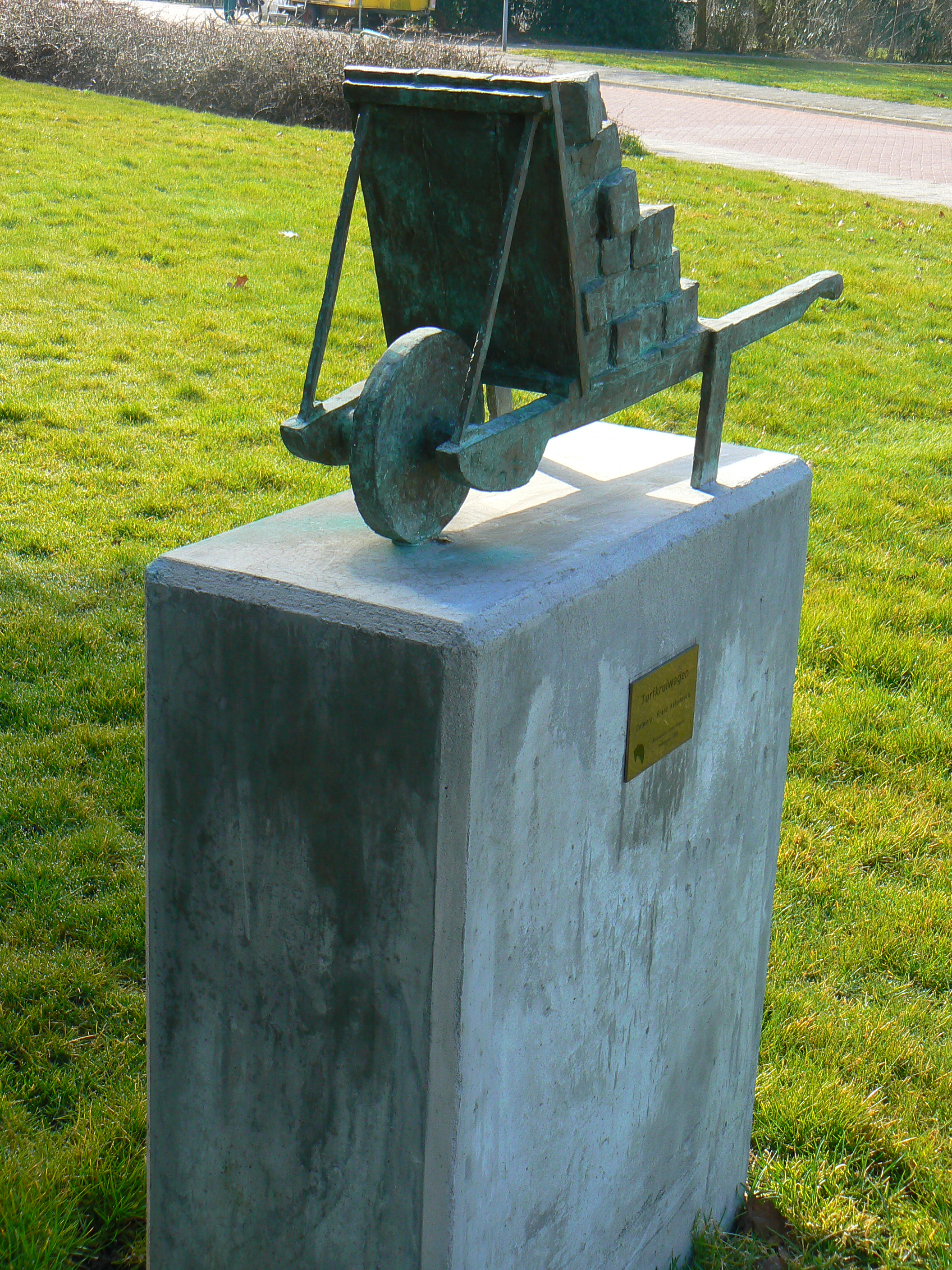
Turfkruiwagen, Oude Pekela
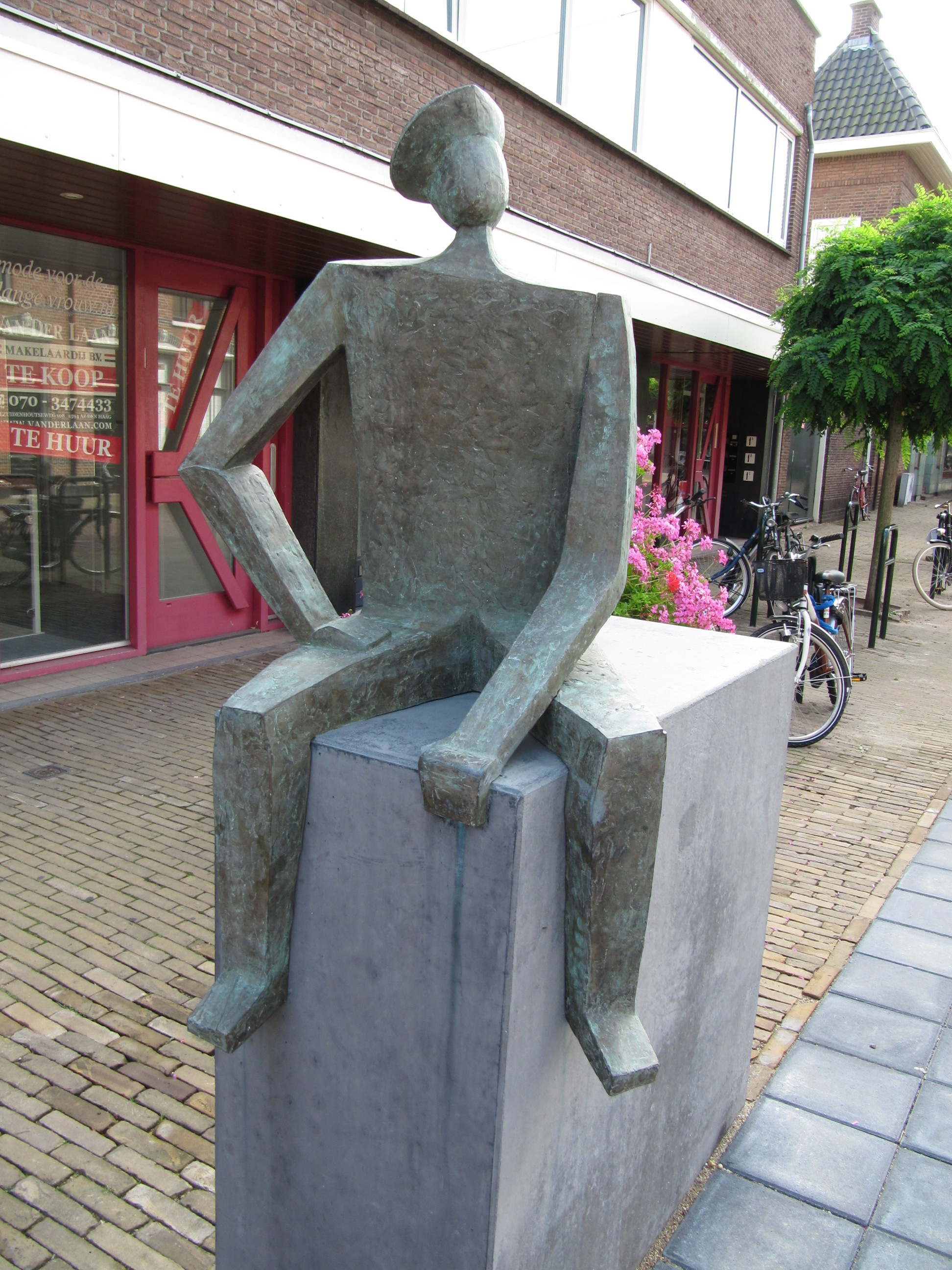
De dorpswacht, Voorburg
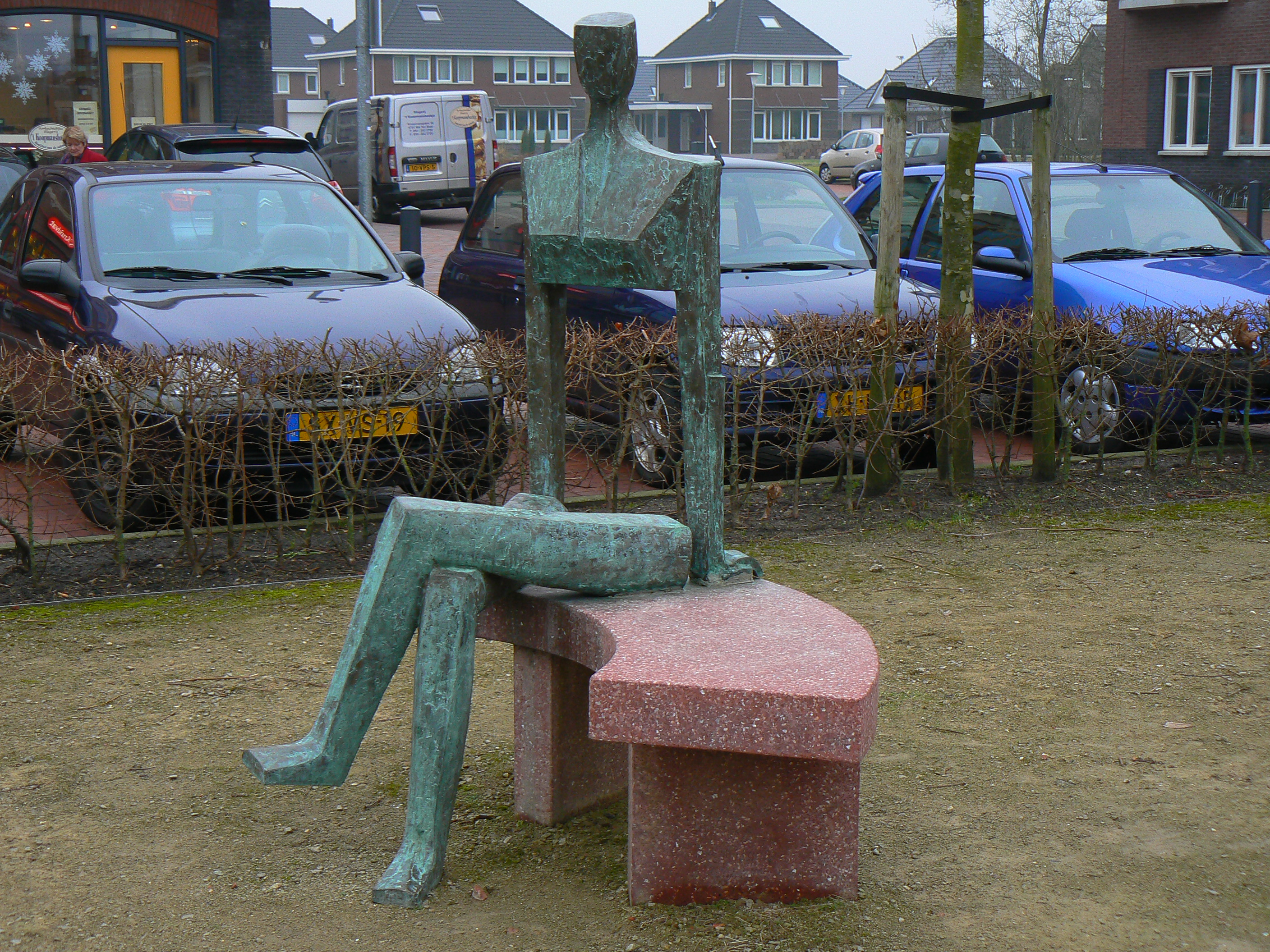
Zittende figuur, Ten Boer
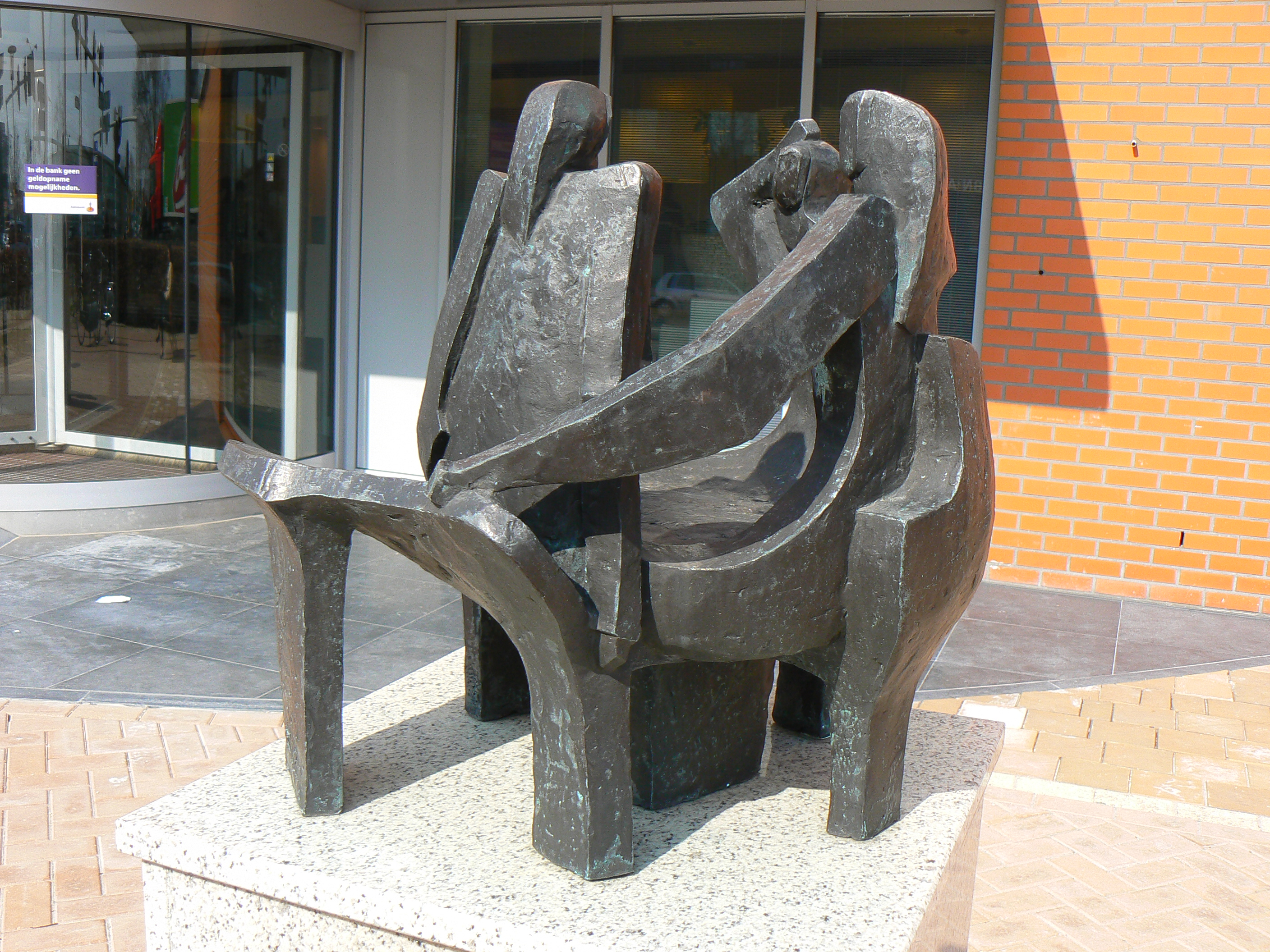
Beeldengroep, Groningen
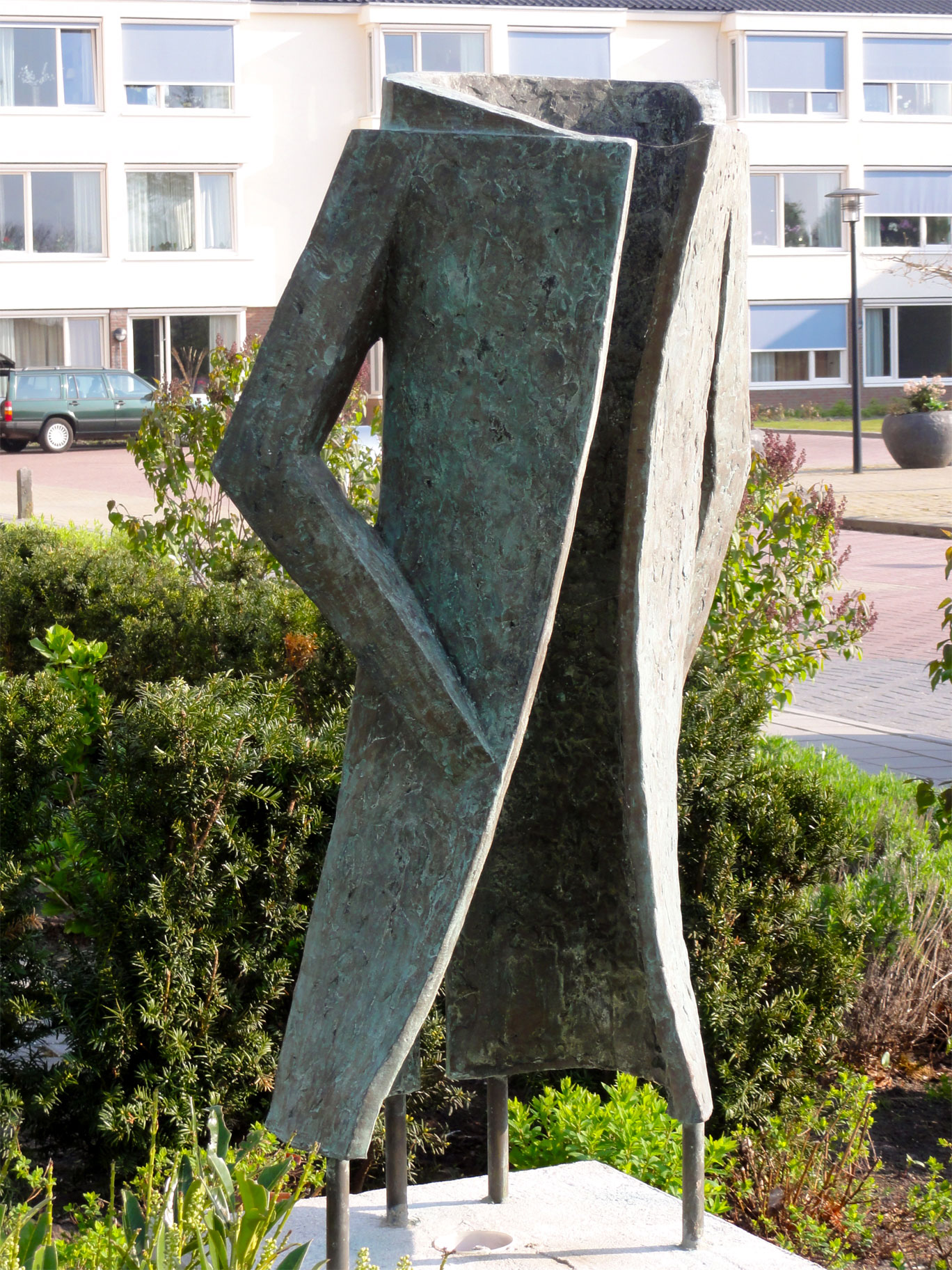
Zorgmantel, Delfzijl